# Beth Fukumoto

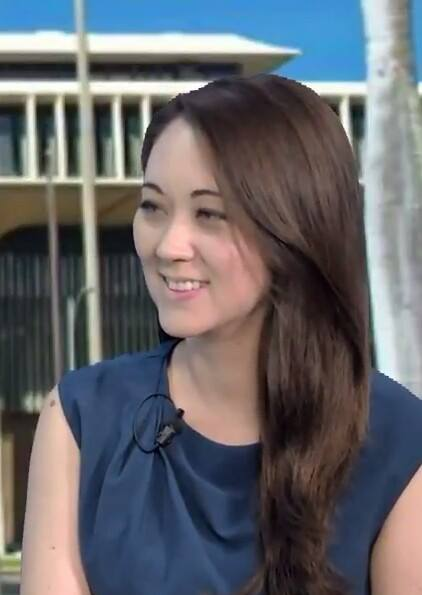
Beth Fukumoto

Beth Keiko Fukumoto (früher Fukumoto Chang, geboren am 30. März 1983 auf Hawaii) ist eine amerikanische Politikerin der Demokratischen Partei, die von 2013 bis 2018 im Repräsentantenhaus von Hawaii saß.

## Leben
Fukumoto wurde 1983 als Tochter von Kenneth und Maureen Fukumoto geboren. Sie erwarb zwischen 2001 und 2006 einen Bachelorabschluss in American Studies an der University of Hawaii at Manoa und anschließend bis 2008 einen Master in Englisch an der Georgetown University.
Fukumoto wurde erstmals 2012 in das Repräsentantenhaus des Bundesstaates gewählt und war die jüngste Person, die als Minderheitenführerin des Hauses diente. Im März 2017 kündigte sie an, von den Republikanern zu den Demokraten zu wechseln und beschwerte sich über Rassismus und Sexismus. Fukumoto blieb bis zur Genehmigung ihres Antrags auf Beitritt zur Demokratischen Partei am 19. Juni 2017 unabhängig. Im Jahr 2018 kandidierte Fukumoto in der demokratischen Vorwahl für Hawaiis 1. Kongressdistrikt. Die Wahl wurde vom ehemaligen Kongressabgeordneten Ed Case gewonnen.